# Sing-Sing (voilier)
Pour les articles homonymes, voir Sing-Sing.

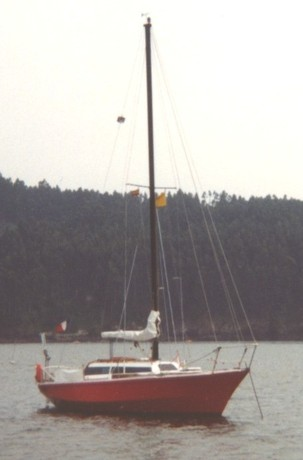
Vue générale d'un Sing Sing en contreplaqué.

Sing-Sing est un voilier quillard de 8 m conçu d'après la jauge de la Quarter Ton class (en). Michel Joubert en est l'architecte en 1971. 
Une vingtaine d'unités fut construite en amateur comme par des chantiers et on en retrouve dans différents matériaux : acier, contreplaqué, aluminium et composite polyester. C'est le deuxième plan de l'architecte, après l'Arès.

## Un plan dessiné pour la régate
La dénomination Sing-Sing provient du prototype qui avait été appelé ainsi. Flush-deck, cette coque à double bouchain, pour l'époque révolutionnaire, était une exploitation directe de la jauge IOR. L'esthétique n'étant pas une préoccupation, la bôme pivotait à trente centimètres au dessus du pont et le barreur avait même un casque à sa disposition.

## Transition vers la croisière
Grâce à ses bons résultats, ce plan est agrémenté d'un rouf (court ou long) et c'est ainsi que Michel Joubert arrive sur le marché de la plaisance. Le chantier Pouvreau, constructeur du Romanée, lui offre une place sur son stand au salon nautique (alors au CNIT) pour exposer son plan. L'année d'après, Pouvreau en produit une version alu.

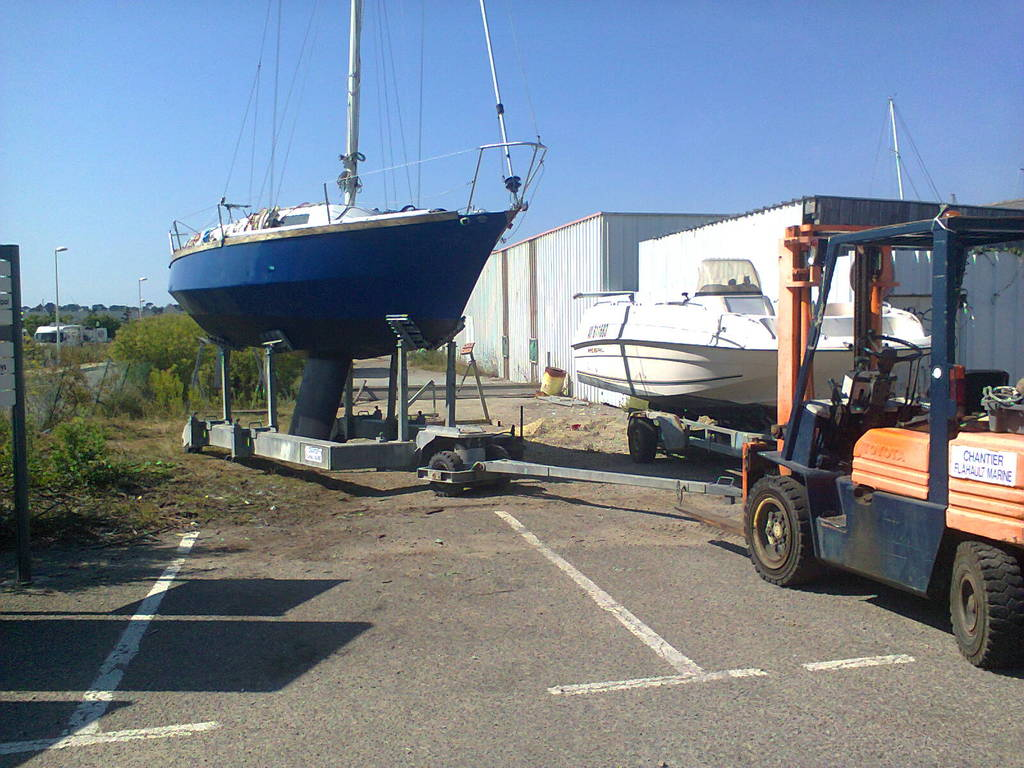
Un bouchain prononcé. On remarque le tirant d'eau assez important.

## Particularités et comportement
Dans l'esprit des half/quarter tonners, le gréement est en tête et le génois présente un fort recouvrement : grand voile de 15 m2 et génois de 26 m2. Le tirant d'eau, compris entre 1,60 m et 1,34 m (pour la version polyester), lui confère un excellent près. Parallèlement, son rapport lest/déplacement est fort : 1 100 kg de lest pour un peu plus de 2 tonnes de déplacement. En contrepartie, il tend à rouler au vent arrière à cause de son étroite flottaison.